# Juan José Mora
Juan José Mora é um município da Venezuela localizado no estado de Carabobo.
A capital do município é a cidade de Morón.